# Canoagem nos Jogos Olímpicos de Verão de 2024 - Slalom K-1 feminino
A competição do slalom K-1 feminino da canoagem nos Jogos Olímpicos de Verão de 2024 foi realizada no Estádio Náutico de Vaires-sur-Marne, na Ilha de França, em 27 e 28 de julho de 2024. Um total de 25 canoístas, cada uma representando um Comitê Olímpico Nacional (CON), participaram do evento.

## Qualificação
Cada CON poderia qualificar apenas um barco no evento do slalom K-1 feminino. Um total de 25 vagas estavam disponíveis, alocadas através do Campeonato Mundial de Canoagem Slalom de 2023, torneios continentais (uma cada para Ásia, África, Europa, Américas e Oceania), além de vagas por realocação, universalidade ou convite.
As vagas de qualificação foram concedidas ao CON, não necessariamente a canoísta que obteve a vaga.

## Formato
As provas olímpicas da canoagem slalom utilizam um formato com três fases: eliminatórias, semifinal e final. Nas eliminatórias, cada canoísta tem duas descidas no percurso com o melhor tempo sendo considerado. As 22 melhores avançam à semifinal. Na semifinal, a canoísta tem uma única descida; as 12 melhores avançam à final. Os três melhores tempos na final em descida única conquistam as medalhas de ouro, prata e bronze, respectivamente.
O circuito tem extensão aproximada de 250 metros, com até 25 portões que o canoísta deve passar na direção correta. Penalidades de tempo são adicionadas para cada uma das infrações como passagem pelo lado errado ou toque no portão. As descidas geralmente duram 95 segundos.

## Calendário
Horário local (UTC+2)
| Dia         | Horário | Fase          |
| ----------- | ------- | ------------- |
| 27 de julho | 16:00   | Eliminatórias |
| 28 de julho | 15:30   | Semifinal     |
| 28 de julho | 17:45   | Final         |

## Medalhistas
| Ouro   | AUS Jessica Fox       |
| Prata  | POL Klaudia Zwolińska |
| Bronze | GBR Kimberley Woods   |

## Resultados
O evento começou com as duas descidas eliminatórias em 27 de julho. No dia seguinte houve as disputas de semifinal e final.
| Pos.              | Bib | Canoísta          | CON                | Eliminatórias | Eliminatórias | Eliminatórias | Eliminatórias | Eliminatórias | Eliminatórias | Semifinal   | Semifinal   | Semifinal   | Final       | Final       | Final       |
| Pos.              | Bib | Canoísta          | CON                | D1            | Pen.          | D2            | Pen.          | Melhor        | Ordem         | Tempo       | Pen.        | Ordem       | Tempo       | Pen.        | Ordem       |
| ----------------- | --- | ----------------- | ------------------ | ------------- | ------------- | ------------- | ------------- | ------------- | ------------- | ----------- | ----------- | ----------- | ----------- | ----------- | ----------- |
| Medalha de ouro   | 1   | Jessica Fox       | AUS Austrália      | 95.20         | 0             | 92.18         | 0             | 92.18         | 1             | 104.38      | 2           | 8           | 96.08       | 0           | 1           |
| Medalha de prata  | 4   | Klaudia Zwolińska | POL Polônia        | 96.33         | 4             | 93.03         | 0             | 93.03         | 2             | 99.84       | 0           | 2           | 97.53       | 0           | 2           |
| Medalha de bronze | 9   | Kimberley Woods   | GBR Grã-Bretanha   | 97.31         | 0             | 95.95         | 4             | 95.95         | 12            | 99.87       | 0           | 3           | 98.94       | 0           | 3           |
| 4                 | 13  | Ana Sátila        | BRA Brasil         | 98.83         | 0             | 96.88         | 0             | 96.88         | 14            | 102.23      | 0           | 5           | 100.69      | 0           | 4           |
| 5                 | 5   | Stefanie Horn     | ITA Itália         | 99.64         | 2             | 95.43         | 2             | 95.43         | 7             | 101.04      | 0           | 4           | 101.43      | 0           | 5           |
| 6                 | 3   | Camille Prigent   | FRA França         | 94.67         | 2             | 93.25         | 0             | 93.25         | 3             | 104.36      | 0           | 7           | 101.67      | 2           | 6           |
| 7                 | 6   | Eva Terčelj       | SLO Eslovênia      | 99.08         | 4             | 95.93         | 2             | 95.93         | 11            | 105.11      | 2           | 10          | 101.73      | 0           | 7           |
| 8                 | 14  | Luuka Jones       | NZL Nova Zelândia  | 102.90        | 6             | 97.13         | 4             | 97.13         | 15            | 104.91      | 0           | 9           | 102.33      | 2           | 8           |
| 9                 | 10  | Eliška Mintálová  | SVK Eslováquia     | 95.67         | 2             | 99.76         | 4             | 95.67         | 9             | 103.07      | 0           | 6           | 102.98      | 2           | 9           |
| 10                | 8   | Corinna Kuhnle    | AUT Áustria        | 98.24         | 0             | 95.67         | 0             | 95.67         | 8             | 106.25      | 2           | 12          | 103.09      | 4           | 10          |
| 11                | 2   | Ricarda Funk      | GER Alemanha       | 97.15         | 2             | 94.95         | 2             | 94.95         | 6             | 99.31       | 2           | 1           | 149.08      | 50          | 11          |
| 12                | 7   | Maialen Chourraut | ESP Espanha        | 101.06        | 0             | 96.33         | 2             | 96.33         | 13            | 106.21      | 0           | 11          | 157.67      | 52          | 12          |
| 13                | 11  | Martina Wegman    | NED Países Baixos  | 98.00         | 2             | 100.61        | 4             | 98.00         | 16            | 106.38      | 4           | 13          | Não avançou | Não avançou | Não avançou |
| 14                | 19  | Carole Bouzidi    | ALG Argélia        | 99.41         | 0             | 99.50         | 0             | 99.41         | 19            | 108.75      | 2           | 14          | Não avançou | Não avançou | Não avançou |
| 15                | 15  | Evy Leibfarth     | USA Estados Unidos | 97.24         | 0             | 93.84         | 0             | 93.84         | 4             | 109.54      | 2           | 15          | Não avançou | Não avançou | Não avançou |
| 16                | 25  | Li Shiting        | CHN China          | 110.39        | 2             | 101.63        | 2             | 101.63        | 20            | 111.04      | 2           | 16          | Não avançou | Não avançou | Não avançou |
| 17                | 20  | Aki Yazawa        | JPN Japão          | 106.01        | 4             | 107.16        | 4             | 106.01        | 21            | 114.50      | 4           | 17          | Não avançou | Não avançou | Não avançou |
| 18                | 16  | Viktoriia Us      | UKR Ucrânia        | 100.42        | 0             | 98.65         | 0             | 98.65         | 18            | 120.76      | 6           | 18          | Não avançou | Não avançou | Não avançou |
| 19                | 18  | Alena Marx        | SUI Suíça          | 102.13        | 2             | 98.22         | 0             | 98.22         | 17            | 123.62      | 4           | 19          | Não avançou | Não avançou | Não avançou |
| 20                | 22  | Lois Betteridge   | CAN Canadá         | 106.45        | 2             | 106.21        | 2             | 106.21        | 22            | 127.67      | 8           | 20          | Não avançou | Não avançou | Não avançou |
| 21                | 17  | Antonie Galušková | CZE Chéquia        | 97.31         | 0             | 94.49         | 0             | 94.49         | 5             | 155.66      | 50          | 21          | Não avançou | Não avançou | Não avançou |
| 22                | 12  | Mònica Dòria      | AND Andorra        | 95.93         | 0             | 98.51         | 4             | 95.93         | 10            | 156.28      | 54          | 22          | Não avançou | Não avançou | Não avançou |
| 23                | 23  | Chang Chu-han     | TPE Taipé Chinês   | 109.92        | 2             | 117.93        | 2             | 109.92        | 23            | Não avançou | Não avançou | Não avançou | Não avançou | Não avançou | Não avançou |
| 24                | 21  | Madison Corcoran  | IRL Irlanda        | 159.62        | 54            | 115.93        | 4             | 115.93        | 24            | Não avançou | Não avançou | Não avançou | Não avançou | Não avançou | Não avançou |
| 25                | 24  | Sofía Reinoso     | MEX México         | 122.40        | 4             | 120.93        | 8             | 120.93        | 25            | Não avançou | Não avançou | Não avançou | Não avançou | Não avançou | Não avançou |